# Fekete András (gépészmérnök)
Fekete András (Budapest, 1936. augusztus 28. – Budapest, 2013. március 7.) kutatómérnök a mezőgazdaság és az élelmiszeripar területén, 2006-tól haláláig a Budapesti Corvinus Egyetem emeritus professzora. Pályájának kezdetén számos gyakorlati kutatási eredménye és szabadalma volt a mezőgazdaság gépesítése, automatizálása és méréstechnikája területén. 1991-től belépett a felsőoktatásba, ahol a méréstechnika, az automatizálás és a robotika ismereteit oktatta igen nagy óraszámban. Ellátta ezen kívül az Élelmiszertudományi Doktori iskola vezetését, és sok szakembert kísért végig pályáján a diplomatervig, illetve a doktori fokozatig.

## Tevékenysége
Publikációs jegyzéke (kutatóként és oktatóként) megtalálható a BCE központi szerverén, életrajza a tanszéki szerveren

### Mezőgazdasági kutatómérnökként
1961-től 1978-ig a Mezőgazdasági Gépkísérleti Intézetben dolgozott munkatársként, majd főmunkatársként. Munkahelyének nevét időközben megváltoztatták, tevékenysége ezért folyamatos volt a MÉM Műszaki Intézetben, majd az FM Műszaki Intézetben 1979-től 1991-ig. Ott főmunkatársi, majd osztályvezetői pozícióban dolgozott.
Munkája során traktorok és hidraulikus rendszerek vizsgálata, kutatása és fejlesztését végezte; vizsgálta a gumiabroncs és a talaj kapcsolatát. Automatizálási rendszerek kutatását és fejlesztését vezette.
- 1973 Mezőgazdasági tudományok kandidátusa: Kerekes traktorok gumiabroncsainak talajtömörítő hatása. 164 oldal
- 1989 Mezőgazdasági tudományok doktora: Traktoros gépcsoport és kombájn terhelésszabályozása. 163 oldal.

Tagsága: MTA Agrártudományok Osztálya. Agrár- és Bioműszaki Tudományos Bizottság.
Tanulmányutak:
- 1975 Silsoe Research Institute,[7] Egyesült Királyság (3 hónap)
- 1981 Carleton University,[8] Ottawa, Kanada (3 hónap)

### Egyetemi oktatóként
1981-től 1991-ig részfoglalkozású oktatóként tanított a Gödöllői Agrártudományi Egyetemen mint címzetes egyetemi docens, majd címzetes egyetemi tanár. Oktatott tárgy: Traktorok és járművek automatikái.
1991-ben egyetemi oktatói állást vállalt a Kertészeti és Élelmiszeripari Egyetem Élelmiszeripari Karán tanszékvezetői egyetemi tanári pozícióban. A kar neve később Élelmiszertudományi Karra változott. Az átszervezés alkalmával dr. Fekete András javaslatára kapta tanszéke a jelenlegi nevét: Fizika-Automatika Tanszék.
2002-től tagja volt a Szent István Egyetem Habilitációs Bizottságának.
Munkaköri adatok:
1991-től tanszékvezető
1996-1999 Élelmiszertudományi Kar dékánja, a professzori tanács elnöke
2000-2006 Élelmiszertudományi Doktori Iskola vezetője
Oktatási és kutatási munkája megszakítatlan volt, mialatt munkahelyének szervezési formája és neve többször változott:
- 2000-2003 Szent István Egyetem,[12] Élelmiszertudományi Kar
- 2003-2004 Budapesti Közgazdaságtudományi és Államigazgatási Egyetem, Élelmiszertudományi Kar
- 2004. szeptember 1-jétől: Budapesti Corvinus Egyetem,[13] Élelmiszertudományi Kar[14]

Tudományos tevékenysége hazai szervezetekben: MTA AMB, MAE, MATE, GTE, MÉTE
Oktatott tantárgyak
Méréstechnika és automatizálás
Mérés és automatizálás
Folyamatirányítás
Oktatott tantárgyak angol nyelven
Food Processing and Control (élelmiszerek feldolgozása és irányítástechnikája)
Systems Analysis and Design and Project Planning (rendszerek elemzése és tervezése)
Measurement of Physical Properties (fizikai jellemzők méréstechnikája)
Oktatóként a B.Sc., az M.Sc., és a Ph.D. szinteken egyaránt dolgozott

### Nemzetközi szervezetekben végzett munkája
Precision Agriculture SIG vezetője (Pontosság a Mezőgazdaságban)
ASABE (Mezőgazdasági és Biomérnökök Amerikai Egyesülete)
CIGR Nemzetközi Mezőgazdasági Műszaki Bizottság
EurAgEng (Mezőgazdasági Mérnökök Európai Egyesülete)
Szervező bizottsági tagság nemzetközi konferenciákon
1997: ISHS, Tiberias
2000: 3. ECPA, Montpellier
2001: Fruit Production Engineering, Potsdam
2002: EurAgEng, Budapest
2003: 4. ECPA, Berlin
2005: 5. ECPA, Uppsala
2007: 6. ECPA, Hersonissos